# جورج جيل دو لا توريت
جورج جيل دولاتويت (بالفرنسية: Georges Gilles de la Tourette)‏ (ولد 30 أكتوبر 1857 - توفي 26 مايو 1904) بمدينة لوزان السويسرية كان عالم نفس وباحث فرنسي ويعتبر أول من اكتشف متلازمة توريت وقام بتشخيصها وأعراضها وكانت له بحوث في الأمراض النفسية والعصبية ساهمت بشكل كبير في تطوير الطب النفسي ويعد من مؤسسي مدرسة الطب النفسي الفرنسية.

## اقرأ أيضاً
- قائمة بالكتب المترجمة في علم النفس
- قائمة الحاصلين على جائزة بلزان

## وصلات خارجية
- جورج جيل دو لا توريت على موقع إن إن دي بي (الإنجليزية)